# 霍氏歐白魚
霍氏歐白魚（学名：Alburnus hohenackeri）为輻鰭魚綱鯉形目雅羅魚科的其中一種，分布於俄羅斯聯邦、亞塞拜然、亞美尼亞、喬治亞及土耳其淡水流域，體長可達18公分，棲息在水流從慢到快的水體中，喜歡水流慢的地方，分佈於大河及其支流、水庫、沼澤小溪的中下游，也存在於河口、河口和沿海湖泊的鹹水中，以浮游生物、昆蟲幼蟲和種子為食。

## 扩展阅读
維基物種上的相關：霍氏歐白魚